# Aaron Harris
Aaron Harris es un músico y compositor estadounidense, conocido por su carrera como baterista la banda de post-metal Isis con quienes se mantuvo desde sus inicios en 1997 hasta su disolución en 2010. Después de la separación de Isis, Harris inició una prolífica carrera en solitario como compositor y productor. Su trabajo en composición ha sido solicitado en proyectos cinematográficos de los estudios A24, Warner Bros., Universal, Disney, Lionsgate, Netflix, NBC, Red Bull, Samsung, entre otros. Como productor, Harris ha trabajado en los lanzamiento de bandas como  Palms, Puscifer, Team Sleep, Pelican, Zozobra, Spotlights, Huey, Jakob, The Jezabels, entre otras.

## Vida y carrera
Sus primeras experiencias con la batería fueron gracias a su padre, quien es también baterista. Harris comenzó a tocar con la música de Led Zeppelin, Pink Floyd, Emerson, Lake & Palmer y The Police, alcanzando un nivel técnico competente sin ningún tipo de lecciones adicionales o entrenamiento formal. Las bandas Melvins y Neurosis Fueron sus principales influencias para desarrollar el sonido de Isis. El cita a Bill Bruford, en especial sus últimos lanzamientos, como su gran influencia, siendo Danny Carey quien le mostró su trabajo.
La primera banda de Harris tenía por nombre Loga, a la cual se unió mientras estaba en la secundaria. Los integrantes de la banda le dieron un casete de os Melvins y le preguntaron si podía emular el estilo del baterista Dale Crover. Este disco, en palabras de Harris: “cambió totalmente su vida[...] lo transformó enteramente en un nuevo baterista.”
En octubre de 2006, Harris comenzó a utilizar platillos Paiste. En 2009, Harris firmó un contrato para ser patrocinado por la compañía Sonor. También es patrocinado por Evans Drumheads y Vater en percusiones y baquetas, y por Heil microphones en sus micrófonos.
En abril de 2012 se anunció que Harris se unió junto con Chino Moreno de Deftones y sus excompañeros de Isis Jeff Caxide y Bryant Clifford Meyer en un proyecto musical de nombre Palms. Su primer álbum homónimo fue lanzado el 25 de junio de 2013 a través de Ipecac Records.
Después de su trabajo con Isis y Palms, Harris comenzó a componer música para espectáculos televisivos, películas, series de televisión y tráileres. Desde Methodic Doubt Music, ha trabajado en la adecuación de música de fondo, scores y diseño de sonido para producciones como Jessica Jones, Us, Hereditary y True Detective. En febrero de 2019, Harris lanzó su álbum debut titulado Dark Energy a través de Methodic Doubt. El álbum se lanzó con la intención de ser utilizado en trailes de películas y es auto descrito como "una colección ideal de temas y sonidos diseñados para thrillers, horror y suspenso."

## Discografía
en solitario
- Dark Energy (2019)

con Isis
- Mosquito Control (1998)
- Red Sea (1999)
- Sawblade (1999)
- Isis / Pig Destroyer (2000) (Split con Pig Destroyer)
- Celestial (2000)
- SGNL>05 (2001)
- Oceanic (2002)
- Panopticon (2004)
- Oceanic: Remixes & Reinterpretations (2004)
- In the Fishtank 14 (2006) (Split con Aereogramme)
- In the Absence of Truth (2006)
- Wavering Radiant (2009)

con Zozobra
- Bird of Prey (2008)

Con Palms
- Palms (2013)

## Como productor
| Año  | Artista                                                 | Título                                                  | Role                             |
| ---- | ------------------------------------------------------- | ------------------------------------------------------- | -------------------------------- |
| 2008 | Zozobra                                                 | Bird of Prey                                            | Producción, ingeniería y mezclad |
| 2011 | Lesser Key                                              | Lesser Key                                              | Mezclas                          |
| —    | Aloke Dutta                                             | Spondaic Oblation                                       | Grabación                        |
| 2011 | Crone                                                   | Endless Midnight                                        | Mezclad                          |
| 2011 | Blood, Sweat and Vinyl: DIY in the 21st Century [filme] | Blood, Sweat and Vinyl: DIY in the 21st Century [filme] | Audio en vivo                    |
| 2017 | Spotlights                                              | Seismic                                                 | Producción e ingeniería          |